# مازیار پرتو
مازیار پرتو (زادهٔ ۲۲ آبان ۱۳۱۱ تهران – درگذشته ۲ بهمن ۱۳۹۲ آمریکا) مدیر فیلمبرداری، فیلمساز و تدوینگر سینمای ایرانی بود.

## زندگی[۱][۲]
مازیار پرتو در روز ۲۲ آبان ماه سال ۱۳۱۱ هـ. ش در تهران به دنیا آمد. وی از سینماگران سرشناس و برجسته سینمای ایران است. پرتو بعد از مدتی کار در وزارت کشاورزی به عنوان فیلمبردار، از  سال ۱۳۳۰ در وزرات فرهنگ و هنر به عنوان فیلمبردار استخدام شد. در آنجا چند فیلم کوتاه از جمله شقایق سوزان، ستون پایدار، گود مقدس (هژیر داریوش)، جلد مار، زاغه‌نشین٬ها، نیروی هوایی، بهزاد، شورش کور، رقص‌های محلی خراسان، ولی افتاد مشکلها، ندامتگاه را فیلمبرداری کرد.  
بعد از مدتی توجه سینماگران به سمت وی معطوف شد بطوریکه در سال ۱۳۴۴ با گروه فیلمبرداری فیلم «خشخاش هم گلی است» همکاری داشت. پس آن فیلمبرداری فیلم‌های بلند را آغاز کرد. اولین فیلمبرداری فیلم بلند او برای فیلم وامپیر به کارگردانی مصطفی اسکویی بود و بعد از آن هاشم خان را برای محمد زرین دست فیلمبرداری کرد. 
اگر چه وی در کارنامه هنری خود کارگردانی چند فیلم، و همچنین مشاوره کارگردانان برجسته (به ویژه در کارهای نخستین آنان) را در برنامه‌ریزی، دکوپاژ و صرفه جویی‌های زمانی و اقتصادی داشته‌است، اما او را بیشتر با تصاویری که ساخته می‌شناسند. مازیار پرتو آثار متعددی نیز در تدوین سینمایی دارد که در نوع خود تأثیرگذار و نشان دهنده تسلط ذاتی او در پرداخت ریتم و پیوستگی تصاویر هستند. مسعود کیمیایی نقش وی در طراحی سکانس معروف حمام فیلم قیصر را در مستند قیصر چهل سال بعد توضیح داده است.
او دایی ویشکا آسایش بازیگر سینما نیز بود.

## سبک‌شناسی
سبک وی در فیلمبرداری روی دست مهارت دارد و آثاری که از وی با این سبک وجود دارند جزو یادمان ماندگار کلاس سینمای ایران هستند. فیلم کوتاه ندامتگاه زنان، هنوز به عنوان یک الگوی کلاسیک و درسی دوربین روی دست مورد استفاده قرار می‌گیرد. نورپردازی او بیشتر حسی و پیچیده‌است، تا ساده و آکادمیک. به سختی می‌توان منابع نورش را در پلانهای وی یافت، و اگر سایه‌ای به چشم بخورد، جزئی از چشم‌نوازی‌های تصویری است که می‌پردازد. هنر وی آنجا به اوج می‌رسد که نورپردازی و حرکت روی دست را تلفیق می‌کند.

## جشنواره‌ها و جوایز
- کاندید جایزه تندیس طلایی سپاس از دومین جشنواره سینمایی سپاس برای فیلم قیصر (۱۳۴۸)
- کاندید سیمرغ بلورین بهترین فیلم‌برداری برای فیلم جستجوگر (۱۳۶۸)
- کاندید سیمرغ بلورین بهترین فیلم‌برداری برای روز واقعه (۱۳۷۳)
- جایزه افتخاری خانه سینما،
- جایزه جشنواره صدا و سیما برای مدیریت فیلمبرداری سریال امام علی (ع) (۱۳۷۵)
- جشن سینمای ایران جایزه مدیر فیلمبرداری پیشکسوت

## درگذشت
پرتو روز چهارشنبه دوم بهمن‌ماه سال ۱۳۹۲ (۲۲ ژانویه ۲۰۱۴) پس از سپری کردن یک دوره طولانی بیماری در کالیفرنیای آمریکا در سن ۸۱ سالگی در اثر بیماری قلبی درگذشت.

## فیلم‌شناسی[۶][۲]

### کارگردان و مدیر فیلمبرداری:
1. - گرگ بیزار (۱۳۵۲)
2. - پخمه (۱۳۵۱)
3. - مردان روزگار (۱۳۴۸)

### مدیر فیلمبرداری:
1. فوتبالیستها (۱۳۷۹)
2. طهران روزگار نو (۱۳۷۸)
3. سریال امام علی (۱۳۷۵)
4. حریف دل (۱۳۷۵)
5. سفر پرماجرا (۱۳۷۴)
6. قانون (۱۳۷۴)
7. روز شیطان (۱۳۷۳)
8. روز واقعه (۱۳۷۳)
9. آدم برفی (۱۳۷۳)
10. اوینار (۱۳۷۰)
11. بازگشت قهرمان (۱۳۶۹)
12. سفر جادویی (۱۳۶۹)
13. بازی تمام شد (۱۳۶۸)
14. جستجوگر (۱۳۶۸)
15. هزار دستان (۱۳۶۶) (بخشهایی از سریال)
16. طغیان (۱۳۶۴)
17. کفش‌های میرزا نوروز (۱۳۶۴)
18. محکومین (۱۳۶۶)
19. برزخی‌ها (۱۳۶۱)
20. هزاردستان (۱۳۶۶-۱۳۵۸)
21. سرباز (۱۳۵۶)
22. بابا گلی به جمالت (۱۳۵۵)
23. ستیز (۱۳۵۵)
24. جدال (۱۳۵۵)
25. شرف (۱۳۵۴)
26. گل پری جون (۱۳۵۳)
27. دشمن (۱۳۵۲)
28. کاکا سیاه (۱۳۵۲)
29. گرگ بیزار (۱۳۵۲)
30. ناخدا (۱۳۵۲)
31. نامحرم (۱۳۵۲)
32. پخمه (۱۳۵۱)
33. خاطرخواه (۱۳۵۱)
34. همیشه قهرمان (۱۳۵۱)
35. بابا شمل (۱۳۵۰)
36. برای که قلب‌ها می‌تپد (۱۳۵۰)
37. خوشگل محله (۱۳۵۰)
38. دل‌های بی آرام (۱۳۵۰)
39. دختر ظالم بلا (۱۳۴۹)
40. دور دنیا با جیب خالی (۱۳۴۹)
41. شهر هرت (۱۳۴۹)
42. طوقی (۱۳۴۹)
43. خانه کنار دریا (۱۳۴۸)
44. زن وحشی وحشی (۱۳۴۸)
45. قلب‌های طلایی (۱۳۴۸)
46. قیصر (۱۳۴۸)
47. مردان روزگار (۱۳۴۸)
48. دزد سیاهپوش  (۱۳۴۷)
49. سه دیوانه (۱۳۴۷)
50. زن خون‌آشام (۱۳۴۶)
51. سرنوشت (۱۳۴۶)
52. شکوه جوانمردی (۱۳۴۶)
53. هاشم خان (۱۳۴۵)
54. زمزمه محبت (۱۳۴۴)

### تدوین:
1. - بابا گلی به جمالت (۱۳۵۵)
2. - جدال (۱۳۵۵)
3. - ستیز (۱۳۵۵)
4. - شرف (۱۳۵۴)
5. - گل پری جون (۱۳۵۳)
6. - کاکا سیاه (۱۳۵۲)
7. - گرگ بیزار (۱۳۵۲)
8. - ناخدا (۱۳۵۲)
9. - نامحرم (۱۳۵۲)
10. - پخمه (۱۳۵۱)
11. - خاطرخواه (۱۳۵۱)
12. - همیشه قهرمان (۱۳۵۱)
13. - برای که قلب‌ها می‌تپد (۱۳۵۰)
14. قیصر (۱۳۴۸)
15. - دزد سیاهپوش (۱۳۴۷)
16. - سه دیوانه (۱۳۴۷)

### مشاور (از وی در این آثار تشکر شده‌است):
1. - رگبار (۱۳۵۱)